# Олівер Рідель
 Олівер Рідель  (Oliver Riedel ; * 11 квітня 1971, Шверін) — німецький музикант та басист гурту Rammstein.

## Біографія
Народився і виріс в східнонімецькому Шверіні. До 16 років жив разом зі своїми батьком і братом. Вони загинули за 2 дні до його 17-річчя, тільки після цього він познайомився зі своєю матір'ю. Змінив безліч професій, працював маляром-штукатуром, оформлювачем вітрин магазинів.
Захоплюється екстремальними видами спорту, наприклад серфінгом. Спокійна сторона його натури виразилася в захопленні професійним фотографуванням і заняттях йогою. З 1992 по 1994 рік був учасником групи The Inchtabokatables.

## Обладнання
- Бас-гітара Sandberg California VM
- Ampeg SVT 15E
- Ampeg SVT - 410HE
- Korg Tone Works AX 1 B
- Shure UHF MARCAD Diversity

## Сім'я
У Олівера немає постійної сім'ї, але відомо, що його теперішня подруга вже народила від нього хлопчика Олександра і дівчинку Емму.

## Особливі прикмети
Олівер помітний тим, що має досить значний ріст (2м, рекорд серед учасників Rammstein), але при цьому він досить худорлявий. Також він відомий вибуховим характером, через що поширилася чутка про те, що він одного разу побив свого сусіда за те, що той дуже голосно слухав музику. Багато хто прагне його не зачіпати, хоча рівні дружні відносини він підтримує з усіма.

## Різне
Романтична пісня Seemann - це повністю його заслуга, Пауль Ландерс та Крістоф Шнайдер - його найкращі друзі.